# 산포면
산포면(山浦面)은 대한민국 전라남도 나주시의 면이다.

## 개요
산포면은 동쪽으로 남평읍, 서쪽으로 금천면, 빛가람동, 남쪽으로 다도면, 봉황면, 북쪽으로는 광주광역시 남구와 인접하고 있다. 국도 1호선(광주 ~ 목포선)을 중심으로 광활한 산포평야가 펼쳐져 있어 교통이 편리하고, 지석천과 산포천의 영향으로 농업이 발달하여 시설원예의 주산지로 다양한 채소가 재배되고 있다. 아울러 전남농업기술원, 산림환경연구소, 농협육묘사업소 등이 소재하고 있어 선진농업 기술연구, 개발이 이루어지고 농업인에게는 다양한 농업기 술을 익힐수 있는 장소로 전남 농업의 선구자 역할을 하는 지역이며, 또한 도시 근교에 위치한 지리적 여건으로 전원 도시로의 개발 잠재력이 풍부한 지역이다.

## 행정 구역
- 내기리
- 덕례리
- 등수리
- 등정리
- 매성리
- 산제리
- 송림리
- 신도리
- 화지리

## 교육
- 산포초등학교 (매성리)
  - 신도분교 (폐교) - 산포면 새벽길 6-11 (신도리)
  - 덕례분교 (폐교) - 산포면 등정덕례길 119 (덕례리)
- 산포남초등학교 (폐교) - 산포면 송림산제길 50 (송림리)